# Förhärskande vind

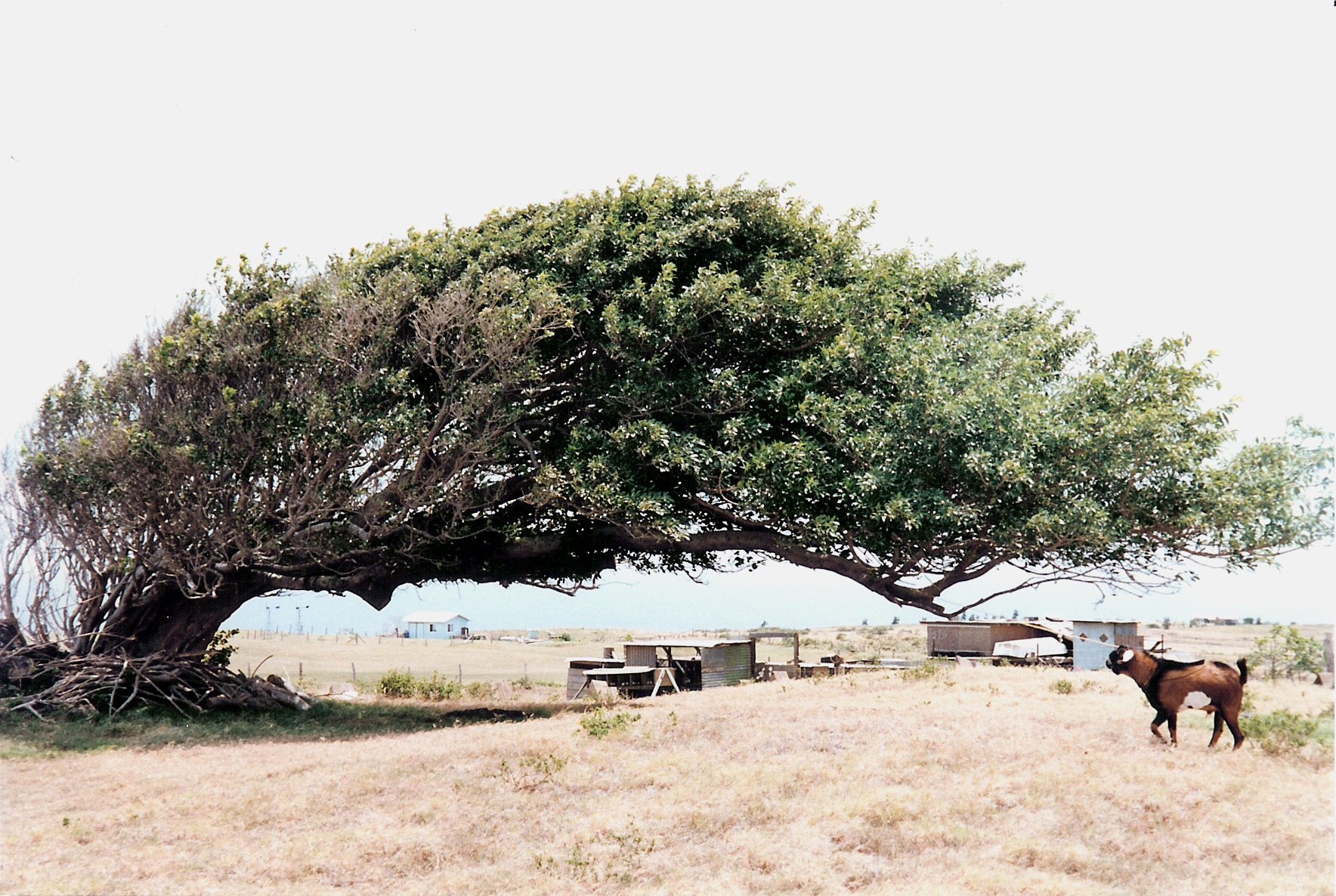
Vindpinat träd på Hawaii

Den förhärskande vinden är trenden hos vindhastigheten och vindriktningen över en punkt på jordytan. Ett områdes förhärskande vind beror på globala rörelsemönster hos luften i atmosfären.